# Гарченко, Василий Тарасович
Василий Тарасович Га́рченко (1912 — 1968) — советский металлург.

## Биография
Родился 10 января 1912 года. С 1930 года работал литейщиком на заводе имени Артема (Днепропетровск). После окончания ДМетИ (1939) — инженер в мартеновской исследовательской группе на Днепропетровском металлургическом комбинате, затем начальник смены на Кузнецком меткомбинате.
С 1940 года на ММК имени И. В. Сталина: нач. смены мартеновского цеха № 1, начальник мартеновского цеха № 3, главный сталеплавильщик комбината (1950—1954). В годы войны занимался выплавкой специальных марок сталей для оборонной промышленности.
В 1954—1962 главный сталеплавильщик МЧМ УССР, зам. нач. отдела Днепропетровского СНХ.
В 1962—1965 годах главный специалист Госкомитета по металлургии СССР. С 1965 года главный сталеплавильщик МЧМ СССР.
Умер 18 ноября 1968 года в Москве. Похоронен на Донском кладбище.

## Награды и премии
- Сталинская премия второй степени (1951) — за коренное усовершенствование технологии и управления производством на ММК имени И. В. Сталина
- Государственная премия СССР (1967) — за участие в разработке и внедрении новой технологии изготовления и восстановления подин, обеспечивающей повышение производительности мартеновских печей.
- орден Ленина
- три ордена Трудового Красного Знамени
- медали